# Oberwarnbach
Oberwarnbach ist ein Ortsteil der Gemeinde Schwarzach bei Nabburg im Oberpfälzer Landkreis Schwandorf (Bayern).

## Geographische Lage
Oberwarnbach befindet sich etwa zwei Kilometer südwestlich von Schwarzach. Es liegt am Nordhang des Schwarzachtales ungefähr 700 Meter westlich der Staatsstraße 2159.

## Geschichte

### Anfänge bis 18. Jahrhundert
Das Dorf Warnbach (auch: Warinpach, Warenpach, Warmbach) bestand aus den Ortsteilen Oberwarnbach und Unterwarnbach. Diese wurden in den Steuerlisten teils getrennt teils gemeinsam als Warnbach veranlagt.
Warnbach wurde schon im ältesten bayerischen Salbuch des frühen 13. Jahrhunderts als zum Amt Schwarzach gehörig mit drei Höfen aufgeführt.
In den Urbarien von 1413, 1444, 1473/75 erschien es als Ortschaft im Pflegamt Nabburg.
In den Musterungsprotokollen der Jahre 1500, 1523, 1583, 1631, 1712 wurde Warnbach konstant mit jeweils zwei Mannschaften aufgeführt.
Zum Amt Nabburg gehörten 1606 in Warnbach 2 Höfe, 7 Pferde, 6 Kühe, 6 Rinder, 1 Schwein und 2 Frischlinge.
Zum Burggut Nabburg gehörten 1630 in Warnbach 2 Höfe, 4 Güter, 1 Haus, 1 Hüter, 18 Ochsen, 18 Kühe, 16 Rinder, 4 Kälber, 4 Schweine, 9 Frischlinge, 1 Bienenstock und 3 Ziegen.
Ende des 18. Jahrhunderts gab es in Warnbach 6 Herdstätten, ein Hirtenhaus und einen Weber.

### 19. Jahrhundert bis zur Gegenwart
Entsprechend einer Verordnung von 1808 wurde das Landgericht Neunburg vorm Wald in 55 Steuerdistrikte unterteilt. Dabei bildete Warnbach mit den Ortsteilen Wölsendorf, Ober- und Unter-Warnbach einen Steuerdistrikt.
Als weiterer Schritt zur Bildung von politischen Gemeinden entstanden um 1811 Obmannschaften, darunter die Obmannschaft Wölsendorf, zu der Wölsendorf, Altfalter, Weiding, Warnbach, Dietstätt, Sindelsberg, Richt, Auhof und Sattelhof gehörten.
1820 wurden Ruralgemeinden gebildet. Dabei entstand die Ruralgemeinde Schwarzach, die aus der Ortschaft Schwarzach mit 22 Familien, Warnbach mit 10 Familien, Wölsendorf mit 19 Familien, Richt mit 7 Familien, Weiding mit 13 Familien, Dietstätt mit 9 Familien, Sindelsberg mit 3 Familien und Sattelhof mit einer Familie bestand.
Seit 1828 bildete Schwarzach bei Nabburg zusammen mit den Ortschaften Schwarzach, Warnbach und Wölsendorf eine Landgemeinde.
1828 hatte Warnbach 10 Wohngebäude, 10 Familien und 73 Einwohner.
Zum Stichtag 23. März 1913 (Osterfest) wurde Oberwarnbach als Teil der Pfarrei Schwarzach mit 4 Häusern und 35 Einwohnern aufgeführt.
1964 gab es in Warnbach 9 Wohngebäude und 54 Einwohner.
Am 31. Dezember 1990 hatte Oberwarnbach 24 Einwohner und gehörte zur Pfarrei Schwarzach-Altfalter.

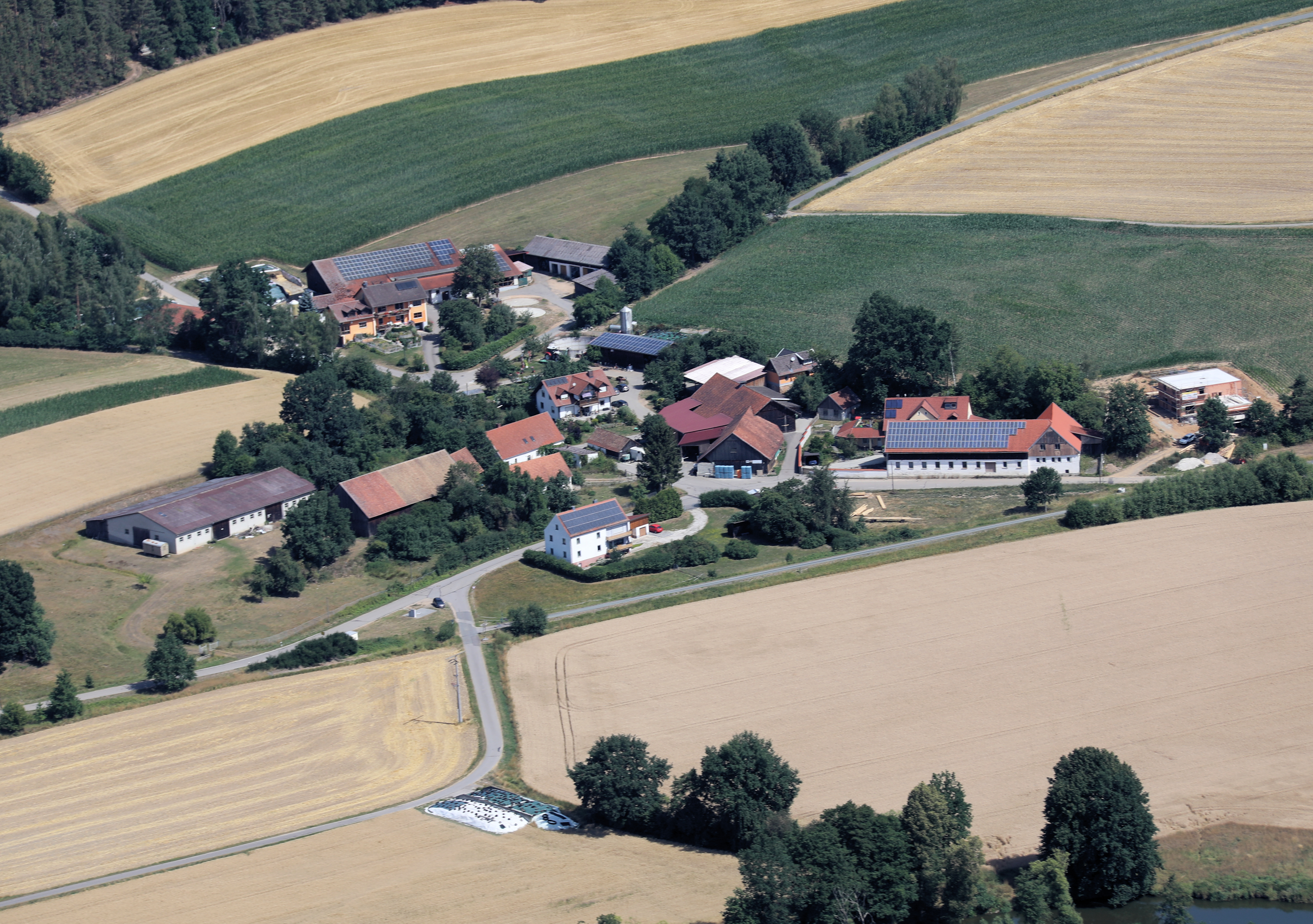
Oberwarnbach (2022)
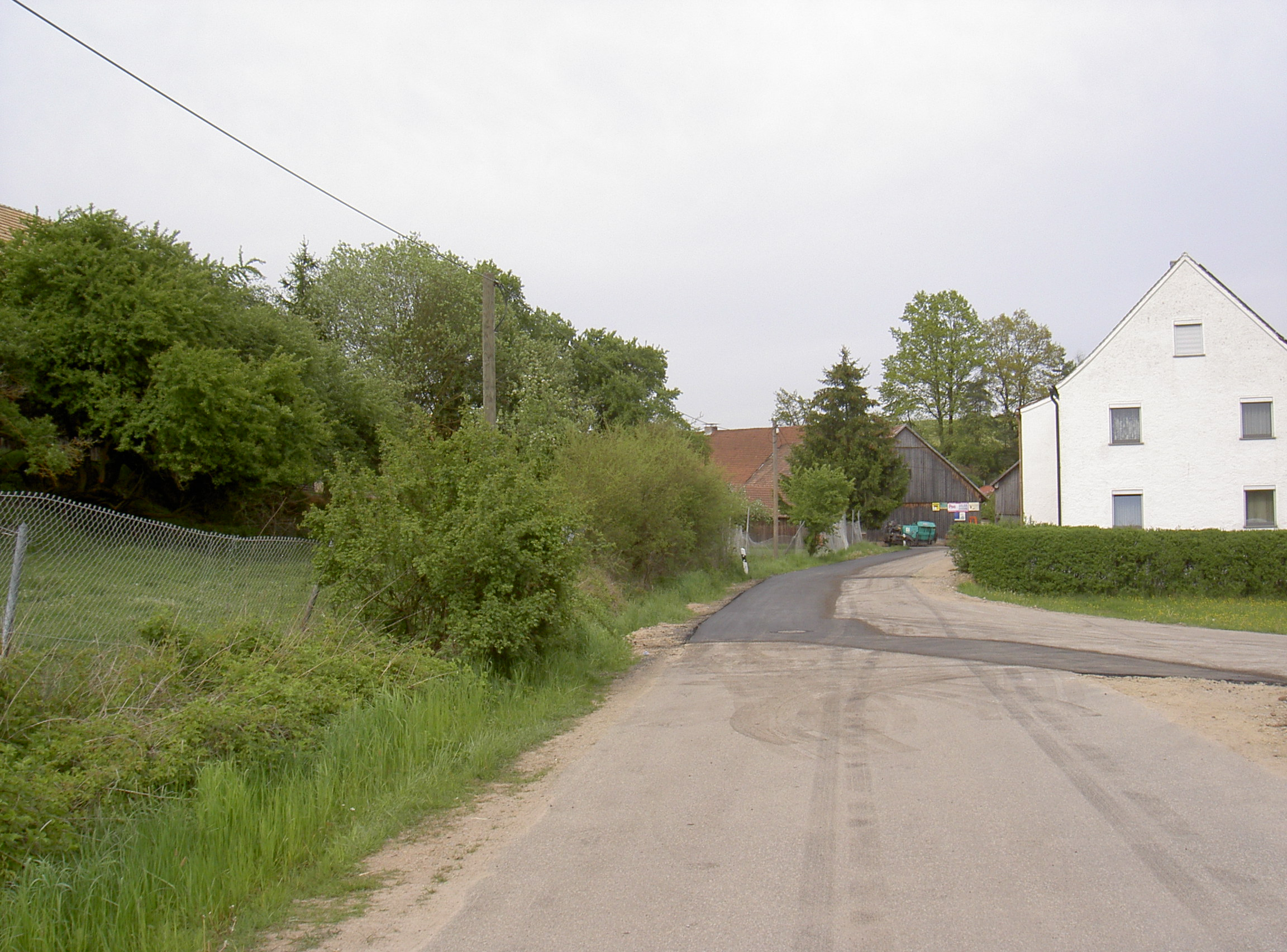
Oberwarnbach
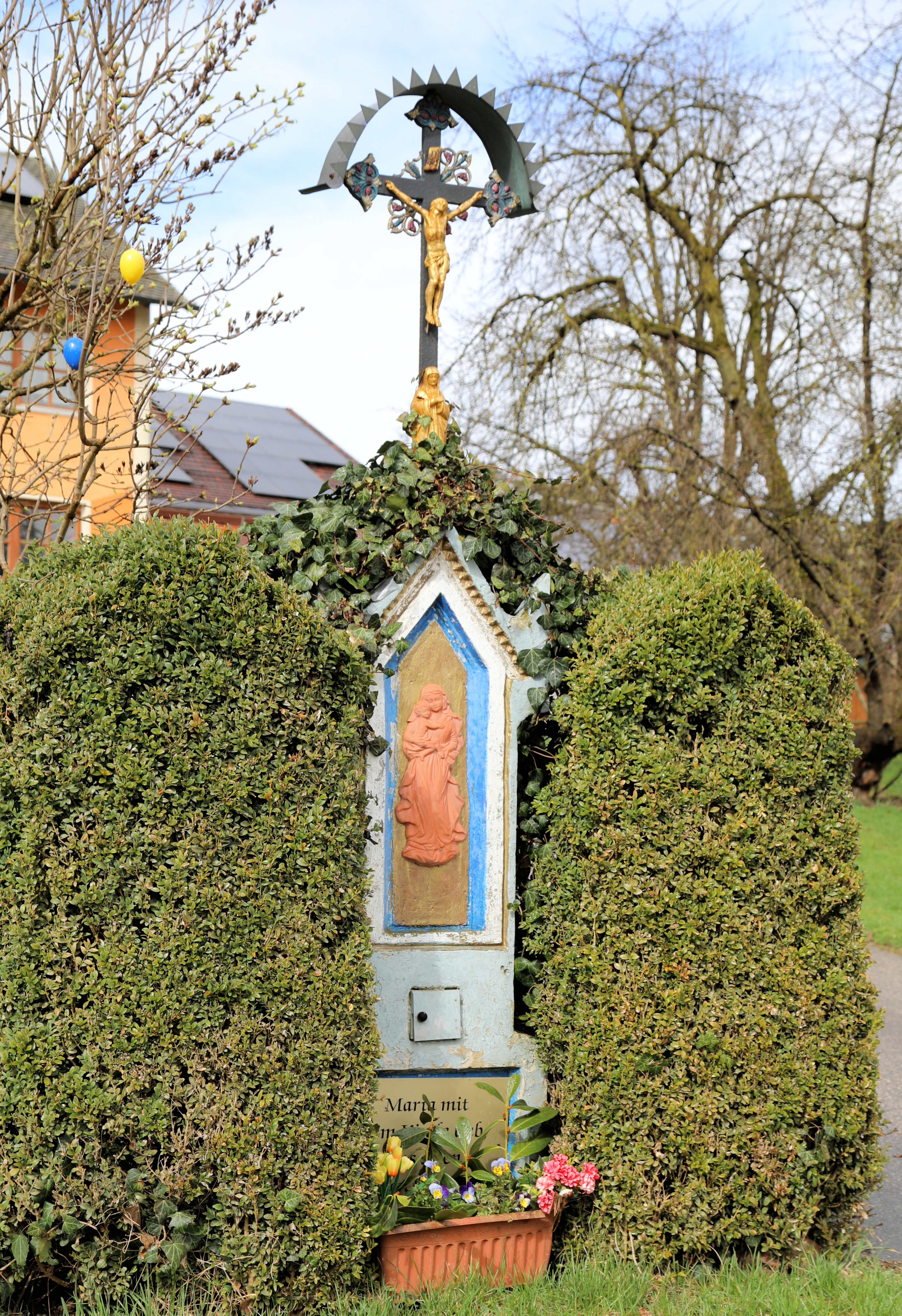
Marterl in Oberwarnbach
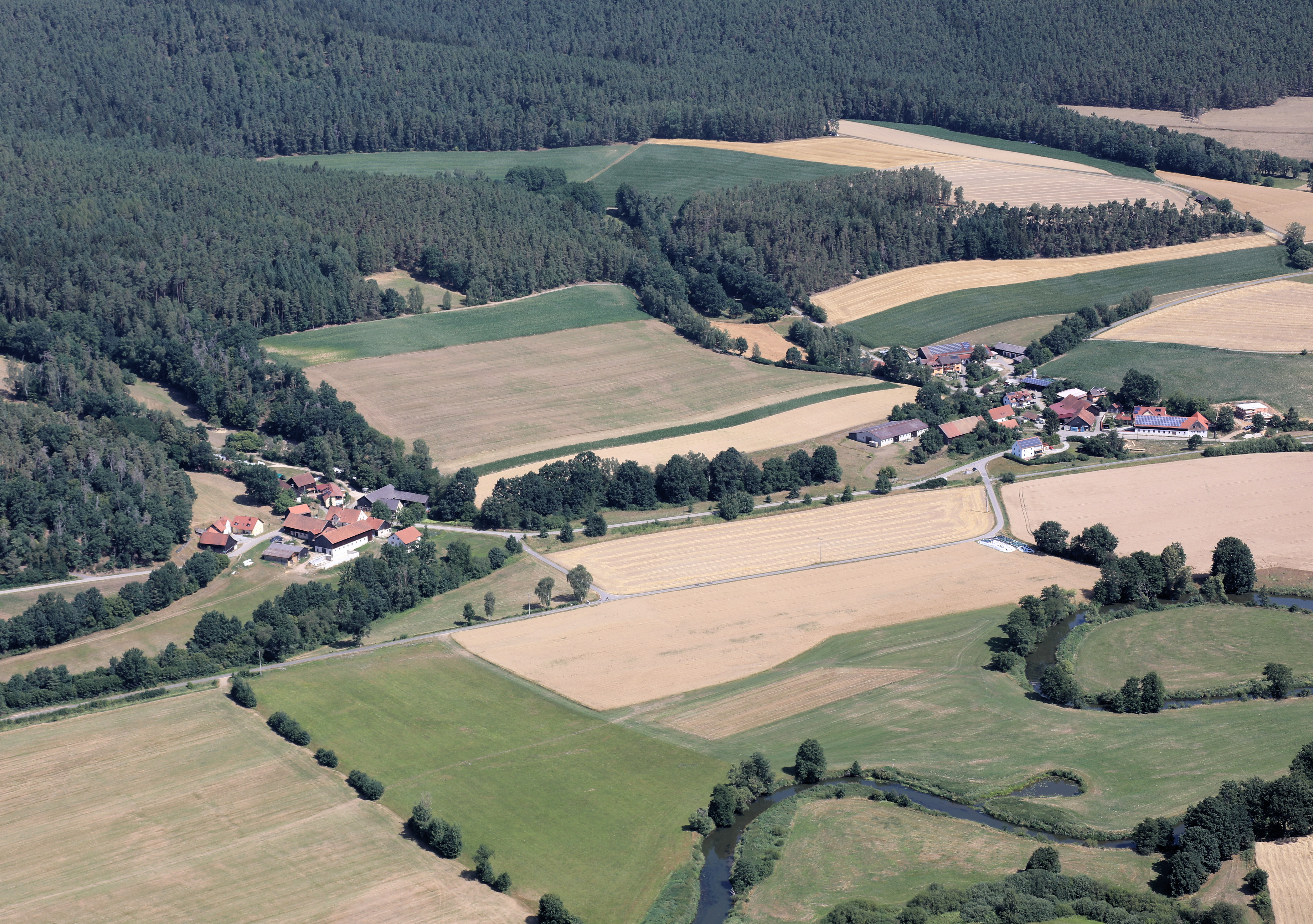
Unterwarnbach, Oberwarnbach